# Aisha Musa Ahmad
Aisha Musa Ahmad (en árabe: عائشة موسى أحمد‎, romanizado: ʾAyša Mūsā Aḥmad, b. 1905 - 24 de febrero de 1974), más conocida como Aisha al-Falatiya (también transliterada como Aisha El Falatia (en árabe: عائشة الفلاتية‎), fue una cantante sudanesa. Tuvo problemas para iniciar su carrera debido a los prejuicios contra las intérpretes femeninas, pero en 1942 se convirtió en la primera mujer en cantar en la radio sudanesa. Se mantuvo activa hasta la década de 1960 y grabó más de 150 canciones en total, alcanzando popularidad tanto en Sudán como en Egipto.

## Trayectoria
Aisha al-Falatiya nació en Kasala, cerca de la actual frontera con Eritrea. Sus padres habían llegado como inmigrantes a Sudán desde Sokoto, Nigeria, inicialmente pasaron por la zona como peregrinos y luego decidieron establecerse allí. Su madre, Hujra, pertenecía al pueblo hausa, mientras que su padre, Musa Ahmad Yahiyya, era un alfaquí (erudito religioso) de origen fulani. Aisha, la mayor de siete hermanos, fue educada en la khalwa (escuela religiosa) de su padre en Omdurman, donde aprendió a memorizar y recitar el Corán. Su habilidad posterior para cantar se ha vinculado a estas lecciones de recitación.
Aisha al-Falatiya comenzó a cantar profesionalmente con catorce años y pronto alcanzó cierta fama como cantante de bodas. Su padre desaprobaba esta actividad, ya que las cantantes no estaban bien vistas en la sociedad sudanesa de la época. Él intentó poner fin a su carrera arreglando su matrimonio, pero ella se divorció de su marido y continuó trabajando como cantante. La carrera de Aisha no se desarrolló realmente hasta finales de la década de 1930, cuando fue descubierta por un representante de una compañía discográfica egipcia. Grabó varias canciones para dicha compañía en El Cairo y posteriormente su música se hizo popular en los cafés sudaneses. Sus grabaciones se lanzaron con el nombre de "Aisha al-Falatiya", lo que hacía referencia a su ascendencia Fulani.
Durante la Segunda Guerra Mundial, Aisha trabajó como animadora de las tropas, cantando para los soldados sudaneses activos en las campañas de África Oriental y del Norte de África. En 1942, se convirtió en la primera cantante sudanesa en actuar en la radio, cantando una selección de sus canciones para Omdurman Radio (estación radiofónica que había sido establecida por la administración británica el año anterior). Actuó junto a su hermana, Jidawwiya, que tocaba el laúd árabe y tenía su propia orquesta. La actuación de las hermanas fue bien recibida por los oyentes de la estación, pero también fue condenada y criticada por comentaristas conservadores, y varios cantantes varones boicotearon la estación como símbolo de protesta por dicha actuación. La continua hostilidad a la que se enfrentó debido a su género y a su origen étnico la llevó en ciertos momentos a plantearse mudarse a Nigeria.
La popularidad de Aisha finalmente legitimó a otras mujeres para aparecer en la radio pública, y en sus últimos años incluso realizó duetos con varones. En total, grabó más de 150 canciones durante su carrera, principalmente para Omdurman Radio, y permaneció activa hasta la década de 1960. Era especialmente conocida por sus canciones de amor (conocidas como canciones de tom-tom y generalmente escritas por poetas varones), pero parte de su música era de naturaleza política y era conocida como una defensora de los derechos de las mujeres, laborales, y también por su defensa del anticolonialismo y de la independencia sudanesa. Aisha vivió en Omdurman hasta su muerte en 1974, y a menudo visitaba Egipto. Estuvo casada dos veces en su vida: se divorció de su primer marido, Ibrahim Adbarawi, tras dos años y sin descendencia. Posteriormente se casó con Jiddu Kabli con quien tuvo todos sus hijos.

En la novela The Drowning del escritor sudanés Hammour Ziada, un personaje femenino cita una canción de Aisha al-Falatiya:
Oh mi amada

Estoy loco por ti

Desde el día en que me enamoré de tu belleza

Los ejércitos de tu amor me han agotado

Cuanto más te entretienes conmigo

Cuantas más artimañas uso contra ti

Oh verde, el color del limón

Me has quitado la vista

Y cegado mis ojos.